# Dolovo, Pančevo
Dolovo (izvirno srbsko Долово) je naselje v Srbiji, ki upravno spada pod Mesto Pančevo; slednja pa je del Južnobanatskega upravnega okraja.

## Demografija
V naselju živi 5390 polnoletnih prebivalcev, pri čemer je njihova povprečna starost 39,3 let (38,1 pri moških in 40,5 pri ženskah). Naselje ima 2119 gospodinjstev, pri čemer je povprečno število članov na gospodinjstvo 3,23.
To naselje je, glede na rezultate popisa iz leta 2002, v glavnem srbsko.
|  |

| Demografija | Demografija     | Demografija     |
| Leto        | Št. prebivalcev | Št. prebivalcev |
| ----------- | --------------- | --------------- |
|             |                 |                 |
|             |                 |                 |
|             |                 |                 |
|             |                 |                 |
| 1948        | 5983            |                 |
| 1953        | 6273            |                 |
| 1961        | 6766            |                 |
| 1971        | 6582            |                 |
| 1981        | 6836            |                 |
| 1991        | 6790            | 6700            |
| 2002        | 7138            | 6835            |
|             |                 |                 |

| Etnična sestava po popisu iz leta 2002 | Etnična sestava po popisu iz leta 2002 | Etnična sestava po popisu iz leta 2002 | Etnična sestava po popisu iz leta 2002 | Etnična sestava po popisu iz leta 2002 |
| -------------------------------------- | -------------------------------------- | -------------------------------------- | -------------------------------------- | -------------------------------------- |
| Srbi                                   | Srbi                                   |                                        | 5.346                                  | 78,21%                                 |
| Romuni                                 | Romuni                                 |                                        | 927                                    | 13,56%                                 |
| Romi                                   | Romi                                   |                                        | 83                                     | 1,21%                                  |
| Jugoslovani                            | Jugoslovani                            |                                        | 49                                     | 0,71%                                  |
| Madžari                                | Madžari                                |                                        | 36                                     | 0,52%                                  |
| Hrvati                                 | Hrvati                                 |                                        | 26                                     | 0,38%                                  |
| Bolgari                                | Bolgari                                |                                        | 21                                     | 0,30%                                  |
| Muslimani                              | Muslimani                              |                                        | 17                                     | 0,24%                                  |
| Makedonci                              | Makedonci                              |                                        | 15                                     | 0,21%                                  |
| Črnogorci                              | Črnogorci                              |                                        | 10                                     | 0,14%                                  |
| Nemci                                  | Nemci                                  |                                        | 8                                      | 0,11%                                  |
| Slovenci                               | Slovenci                               |                                        | 6                                      | 0,08%                                  |
| Slovaki                                | Slovaki                                |                                        | 6                                      | 0,08%                                  |
| Rusi                                   | Rusi                                   |                                        | 2                                      | 0,02%                                  |
| Ukrajinci                              | Ukrajinci                              |                                        | 1                                      | 0,01%                                  |
| Bošnjaki                               | Bošnjaki                               |                                        | 1                                      | 0,01%                                  |
| Neznano                                | Neznano                                |                                        | 218                                    | 3,18%                                  |